# Martin Katz
Martin Katz   (27 de novembre de 1945) és un pianista, educador i director d'orquestra nord-americà, conegut principalment per la seva tasca d'acompanyant.
Durant els seus 30 anys com a intèrpret, el Sr. Katz ha acompanyat a estrelles com Marilyn Horne, Cecilia Bartoli, Kathleen Battle, Kiri Te Kanawa, Sylvia McNair, Frederica von Stade, Karita Mattila, David Daniels, José Carreras, Samuel Ramey i Piotr Beczała.
Edicions d'òperes barroques i de bel canto preparades per Katz s'han representat al Metropolitan Opera, a la Houston Grand Opera i a l'Opera Lyra Ottawa.
"Acompanyant de l'any" de Musical America el 1998, Katz actualment ensenya piano col·laboratiu a l'Escola de Música, Teatre i Dansa de la Universitat de Michigan. És l'autor del llibre The Complete Collaborator: The Pianist as Partner.
Del 1966 al 1969, el Martin Katz va estar a l'exèrcit dels Estats Units i va ser assignat a la banda de l'exèrcit dels Estats Units (Pershing's Own) a Washington, DC. Va exercir com a solista de piano i acompanyant de l'Exèrcit dels Estats Units.
És membre de "Phi Mu Alpha Sinfonia", una fraternitat professional de la música a la qual es va unir mentre treballava per obtenir el seu grau a la Universitat del Sud de Califòrnia, on va estudiar el camp de l'acompanyament amb la seva professora pionera, Gwendolyn Koldofsky. Katz és exalumne de l'Acadèmia de Música d'Occident.

## Discografia
- Song Recital
- Shéhérazade (Frederica von Stade recording)
- Live! (Frederica von Stade album)
- Marilyn Horne: Divas in Song
- Voyage à Paris